# Lejeunea topoensis
Lejeunea topoensis är en bladmossart som beskrevs av Gradst. et M.E.Reiner. Lejeunea topoensis ingår i släktet Lejeunea och familjen Lejeuneaceae. Inga underarter finns listade i Catalogue of Life.